# Novalogic
Novalogic, Inc., stiliserat som NovaLogic, Inc., var en mjukvaruutvecklare och utgivare grundad 1985 och baserad i Calabasas, Kalifornien. Företaget grundades av VD John A. Garcia. Garcias mjukvarubakgrund startade i södra Kalifornien i början av 1980-talet, där han arbetade hos Datasoft. I oktober 2016 köptes Novalogics tillgångar av THQ Nordic.

## Spel
| År       | Titel                                     | Plattform                                         |
| -------- | ----------------------------------------- | ------------------------------------------------- |
| 1988     | Bubble Bobble                             | Apple II, DOS                                     |
| 1988     | Arkanoid                                  | DOS                                               |
| 1989     | Arkanoid: Revenge of Doh                  | DOS                                               |
| 1989     | Renegade                                  | Apple II                                          |
| 1990     | Rastan                                    | Apple IIGS, DOS                                   |
| 1990     | Wolf Pack                                 | Amiga, Atari ST, DOS, Macintosh, PC-98            |
| 1991     | The Rocketeer                             | DOS, Super Nintendo Entertainment System          |
| 1991     | The Chessmaster                           | Game Gear                                         |
| 1991     | Crystal Quest                             | Game Boy                                          |
| 1992     | Captain Planet and the Planeteers         | Sega Genesis                                      |
| 1992     | Comanche: Maximum Overkill                | DOS                                               |
| 1992     | Jigsaw: The Ultimate Electronic Puzzle    | Philips CD-i                                      |
| 1993     | Ultrabots                                 | DOS                                               |
| 1994     | Armored Fist                              | DOS                                               |
| 1994     | Comanche CD                               | DOS, Macintosh                                    |
| 1995     | Werewolf vs. Comanche                     | DOS, Macintosh                                    |
| 1995     | Black Fire                                | Sega Saturn                                       |
| 1995     | Comanche 2                                | DOS                                               |
| 1996     | F-22 Lightning II                         | DOS                                               |
| 1997     | F-22 Raptor                               | Microsoft Windows                                 |
| 1997     | Comanche 3                                | DOS                                               |
| 1997     | Armored Fist 2                            | DOS                                               |
| 1998     | Comanche Gold                             | Microsoft Windows                                 |
| 1998     | Delta Force                               | Microsoft Windows                                 |
| 1998     | MiG-29 Fulcrum                            | Microsoft Windows                                 |
| 1998     | F-16 Multirole Fighter                    | Microsoft Windows                                 |
| 1999     | Jet Pack                                  | Microsoft Windows                                 |
| 1999     | F-22 Lightning 3                          | Microsoft Windows                                 |
| 1999     | Armored Fist 3                            | Microsoft Windows                                 |
| 1999     | Delta Force 2                             | Microsoft Windows                                 |
| 2000     | Delta Force: Land Warrior                 | Microsoft Windows                                 |
| 2000     | Tachyon: The Fringe                       | Microsoft Windows                                 |
| 2000     | Flight Mania                              | Microsoft Windows                                 |
| 2001     | Comanche 4                                | Microsoft Windows                                 |
| 2002     | Air Attack Pack                           | Microsoft Windows                                 |
| 2002     | Delta Force Trilogy                       | Microsoft Windows                                 |
| 2002     | Delta Force: Urban Warfare                | PlayStation                                       |
| 2002     | Delta Force: Task Force Dagger            | Microsoft Windows                                 |
| 2003     | Armored Fist 3                            | Microsoft Windows                                 |
| 2003     | Highland Warriors                         | Microsoft Windows                                 |
| 2003     | Special Forces Pack                       | Microsoft Windows                                 |
| 2003     | Delta Force: Black Hawk Down              | Microsoft Windows, Macintosh, PlayStation 2, Xbox |
| 2004     | Delta Force: Black Hawk Down - Team Sabre | Microsoft Windows, PlayStation 2                  |
| 2004     | Joint Operations: Typhoon Rising          | Microsoft Windows                                 |
| 2004     | Joint Operations: Escalation              | Microsoft Windows                                 |
| 2005     | Joint Operations: Combined Arms           | Microsoft Windows                                 |
| 2005     | Delta Force: Xtreme                       | Microsoft Windows                                 |
| 2009     | Delta Force: Xtreme 2                     | Microsoft Windows                                 |
| 2009     | Delta Force Bootcamp                      | Microsoft Windows                                 |
| Avbruten | Super Mario's Wacky Worlds                | Phillips CD-i                                     |